# إكسترا للطائرات

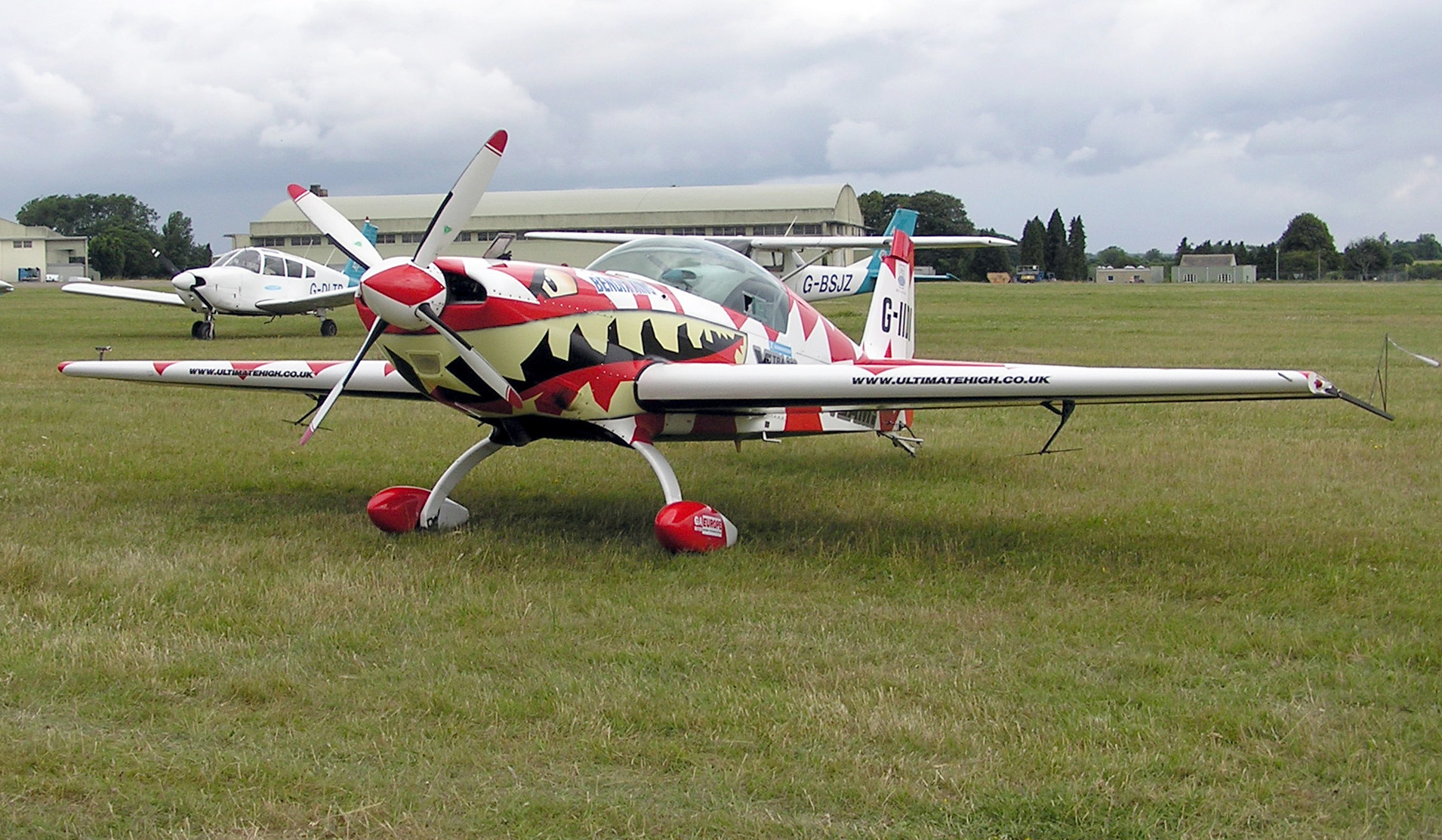
إكسترا إي إيه-300

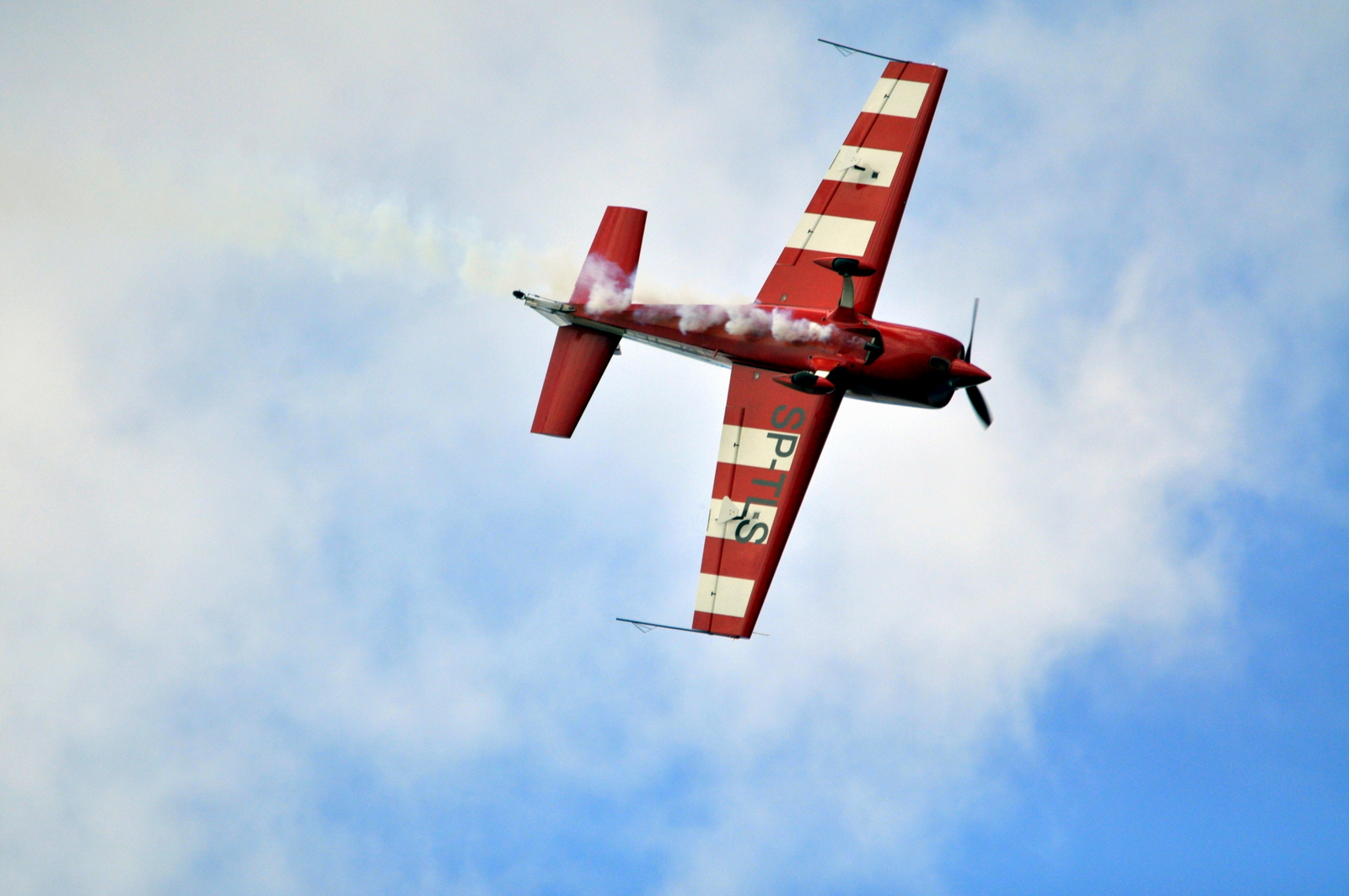
إكسترا 330إل سي

إكسترا للطائرات (بالإنجليزية: Extra Aircraft)‏ شركة ألمانية لصناعة الطائرات، تأسست في عام 1980 ، في ألمانيا من قبل قائد الطائرات البهلوانية والتر إكسترا، والذي قام بتصميم وتطوير الطائرات البهلوانية الخاصة به. ويقع مقر الشركة في مطار قرية دينسلكن (Dinslaken)، في هوينكز (Hünxe)، في ولاية شمال الراين وستفاليا، بألمانيا.

## منتجات

### طائرات بهلوانية
- إكسترا إي إيه-200
- إكسترا إي إيه-230
- إكسترا إي إيه-260
- إكسترا إي إيه-300
- إكسترا إي إيه-330

### طائرات رحلات
- إكسترا إي إيه-330-LT
- إكسترا إي إيه-400
- إكسترا إي إيه-500

## وصلات خارجية
- موقع الشركة